# Chiesa di Santa Maria Assunta a Narnali

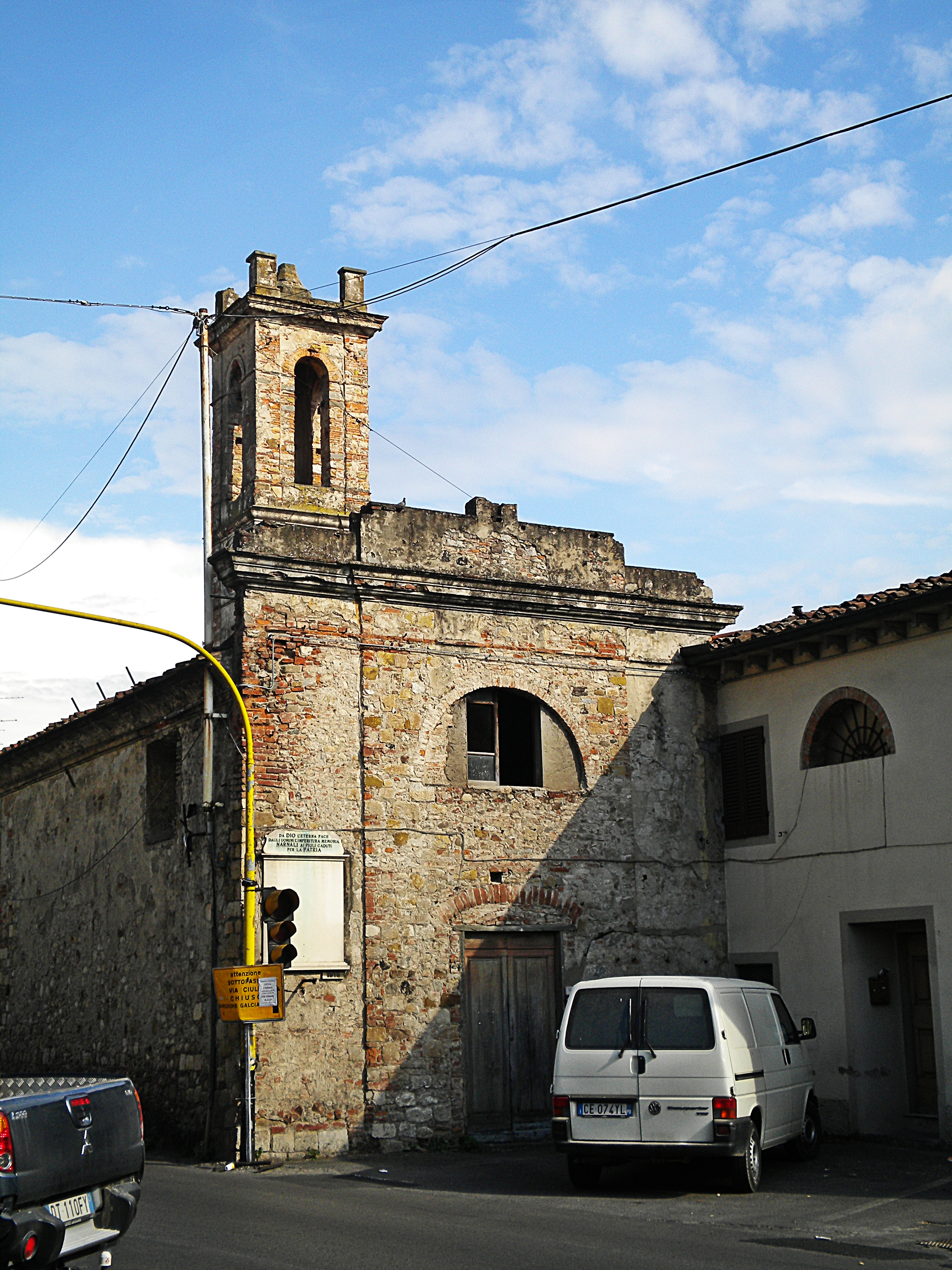
La chiesa vecchia

La chiesa di Santa Maria Assunta si trova a Narnali, frazione di Prato.

## Storia e descrizione
La vasta chiesa, tipico progetto di padre Raffaello Franci (1956-1958), sorge su un podio rialzato da ampia scala di accesso. L'aula, con pianta a croce latina, è coperta da soffitto a capriate in cemento armato, e ha vetrate di Rodolfo Fanfani e Manfredo Coltellini (autore anche di una Madonna in ceramica nella cappella destra del transetto). Sul fondo del presbiterio vi è una elegante cantoria (1735) con organo e un Crocifisso ligneo con Angeli, opera lombarda del primo Settecento.
Il campanile ospita quattro campane in Si3: le tre maggiori sono opera di Paolo Capanni e le realizzò nel 1974, la piccola fu invece colata dal pratese Santi Gualandi nel 1818.
L'antica parrocchiale, lungo Via Pistoiese, ha modesta struttura secentesca e campanile a torre del 1858. All'interno, nella collegata compagnia, è un dipinto murale con la Maddalena (1849).

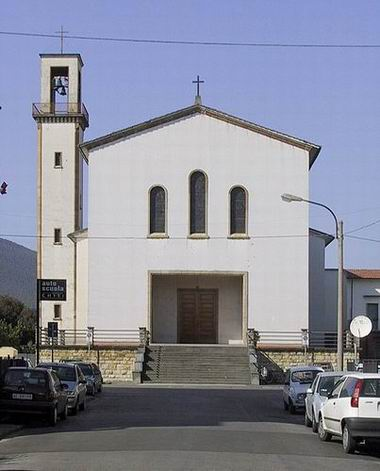
La chiesa nuova
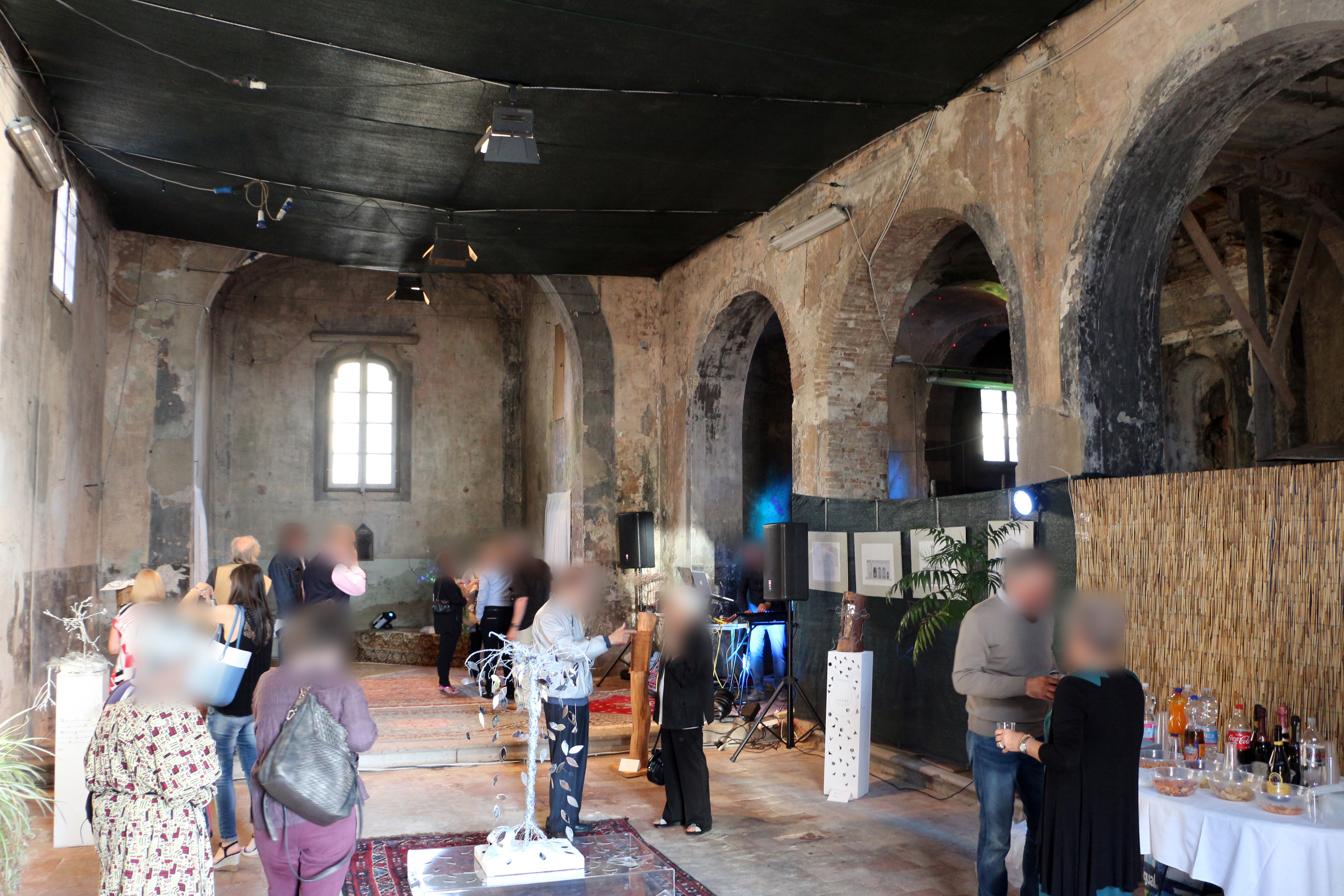
L'interno della chiesa vecchia
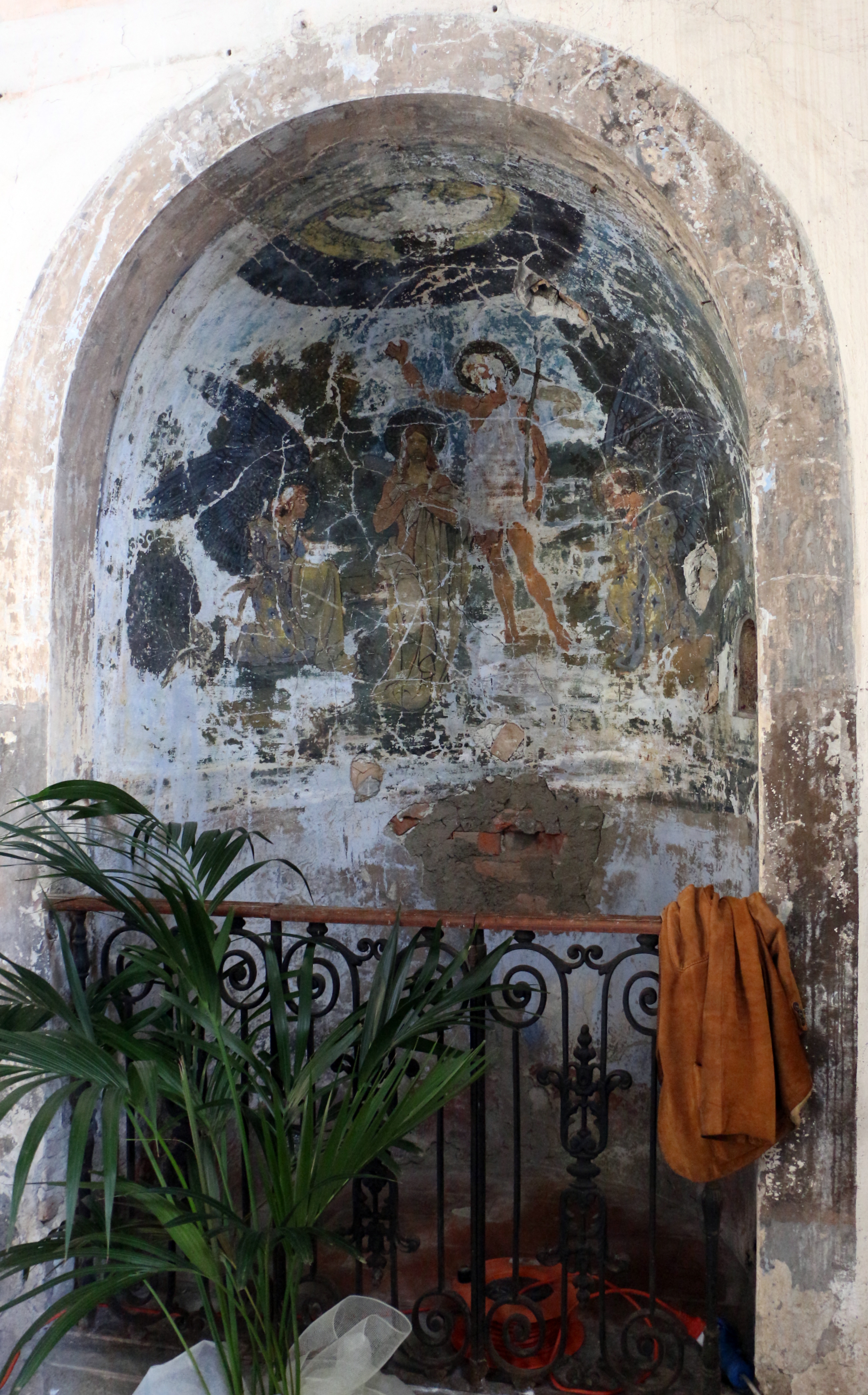
Il Battesimo di Cristo nella chiesa vecchia